# Emilie Steffensen
Emilie Steffensen (født 22. maj 2001 i Bording, Danmark) er en tidligere dansk håndboldspiller, der senest spillede for Nykøbing Falster Håndboldklub og Danmarks U/19-pigelandshold. Hun har spillet ungdomshåndbold i FC Midtjylland Håndbold.
Hun blev udtaget til landstræner Jesper Jensens bruttotrup til EM 2020 i Danmark, men var ikke blandt de 16 udvalgte.